# Paolo Savi
Paolo Savi (Pisa, 11 de julho de 1798 – Pisa, 5 de abril de 1871) foi um geólogo, ornitólogo e entomologista italiano.